# Georgina Jiménez
Georgina Isabel Jiménez de López (Panamá, 15 de febrero de 1904 - California, 1994) fue una socióloga, escritora, catedrática, investigadora, feminista y activista panameña en pro de los derechos de las mujeres.

## Vida y obra
Fue hija de Antonio Jiménez y Paula Rivera Urriola. Tras graduarse de maestra en la Escuela Normal de Institutoras en 1922, ejerció en varias instituciones de educación panameña; posteriormente, y tras graduarse del bachillerato en ciencias de la Universidad de Nueva York en 1932, cursó estudios de maestría en ciencias políticas y doctorado en la Universidad de Columbia.
Como activista pro-feminista, participó del movimiento liderado por Clara González en Panamá, además, fue una de las fundadoras del Centro Feminista Renovación de Los Santos, agrupación que representó como delegada en el I Congreso Feminista de 1923. Por otro lado, militó en la Unión Nacional de Mujeres, donde ocupó la secretaría en 1945.
En el ámbito de la sociología, fue una de las pioneras de este campo en Panamá junto a Demetrio Porras (1898-1972) y Ofelia Hooper (1900-1981); por otro lado, fue la primera mujer que se abocó a la enseñanza de esta disciplina en su país.